# Metz-en-Couture
Metz-en-Couture ist eine französische Gemeinde mit 606 Einwohnern (Stand: 1. Januar 2022) im Département Pas-de-Calais in der Region Hauts-de-France. Sie gehört zum Arrondissement Arras und zum Kanton Bapaume (bis 2015: Kanton Bertincourt). Die Einwohner werden Herminois genannt.

## Geographie
Metz-en-Couture liegt etwa 17 Kilometer südsüdwestlich von Cambrai. Umgeben wird Metz-en-Couture von den Nachbargemeinden Havrincourt im Norden, Villers-Plouich im Nordosten, Gouzeaucourt im Osten, Heudicourt im Südosten, Sorel und Fins im Süden sowie Neuville-Bourjonval im Westen.

## Bevölkerungsentwicklung
| Jahr                      | 1962 | 1968 | 1975 | 1982 | 1990 | 1999 | 2006 | 2013 |
| Einwohner                 | 794  | 714  | 647  | 575  | 605  | 602  | 626  | 663  |
| Quelle: Cassini und INSEE |      |      |      |      |      |      |      |      |

## Sehenswürdigkeiten

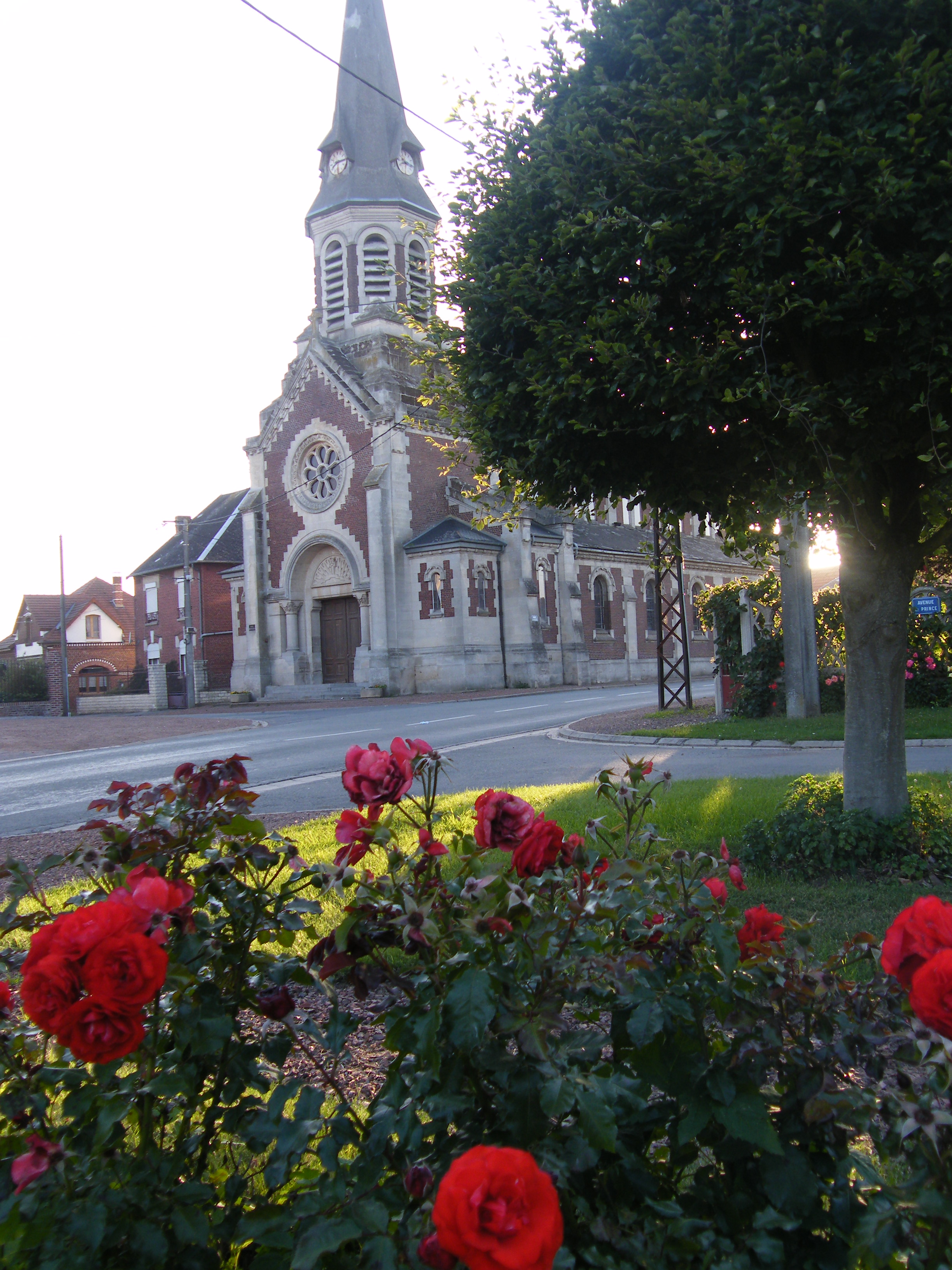
Kirche Metz-en-Couture

- Kirche Saint-Nicolas
- Britischer Militärfriedhof